# تفجير عدن 2016
تفجير عدن 2016 في اليمن هو عملية انتحارية بسيارة مفخخة تابعة لتنظيم الدولة الإسلامية. بلغ ضحايا هذا التفجير 71 شخصا وإصابة 98.

## خلفية
منذ عام 2014، أصبحت اليمن مسرحا لحرب أهلية بين الحوثيون والمتمردين الشيعة الموالين لإيران، في حكومة عبد ربه منصور هادي السنية المدعومة بائتلاف بواسطة المملكة العربية السعودية الذي يهدف إلى فصل الدول الإقليمية. في هذه الحرب، المنظمات الإرهابية كتنظيم القاعدة والدولة الاسلامية وحزب الله هم أيضا مشاركين.

## تسلسل الأحداث
حوالي الساعة الثامنة والربع (حسب توقيت اليمن)، انتحاري فجر نفسه داخل سيارة مفخخة بالقرب من معسكر للتجنيد تابع للجيش اليمني في منطقة تدعى المنصورة، شمال مدينة عدن اليمنية. وحسب شهود عيان فإن السيارة كانت تجري بسرعة عالية ثم إقتحمت المعسكر عندما تم فتح البوابة الخاصة بتمرير ناقل الغداء.

## الضحايا
أسفر هذا التفجير مقتل ما لا يقل عن 71 شخصا وإصابة 98 آخرين وفقا لمصادر طبية.

## تبني التفجير
تبنى تنظيم الدولة الإسلامية التفجير في نفس اليوم من خلال وكالة أعماق الإخبارية الذي تحدث عن «عملية إستشهادية لمقاتلي الدولة الإسلامية ضد معسكر تجنيد للجيش في عدن».

## ردود الفعل

### المحلية
- التجمع اليمني للإصلاح : أدان حزب التجمع اليمني للإصلاح (أكبر الأحزاب المؤيدة للحكومة) التفجير الانتحاري الذي إستهدف يوم أمس الإثنين، تجمعا لمجندين جدد في محافظة عدن، جنوبي البلاد، داعيا في الوقت نفسه إلى مراجعة الأداء الأمني.[5]

### الدولية
- مصر : أدان الأزهر الشريف التفجير الإرهابي الذي نفذه انتحاري بسيارة مفخخة بعدن جنوب اليمن، وأسفر عن مقتل 72 شخصًا وإصابة العشرات.[6]

### منظمات دولية وإقليمة
- مجلس التعاون الخليجي : أدان الأمين العام لمجلس التعاون لدول الخليج العربية الدكتور عبد اللطيف بن راشد الزياني التفجير الانتحاري الذي وقع اليوم وإستهدف مركزا للمجندين في مدينة «عدن» وأدى إلى مقتل وجرح عدد كبير من الأبرياء.[7]